# Un royaume vous attend
Pour plus de détails, voir Fiche technique et Distribution.
Un royaume vous attend est un film documentaire québécois réalisé par Pierre Perrault et Bernard Gosselin, sorti en 1975.
Il a le premier documentaire de ce qui sera appelé le cycle abitibien de Pierre Perreault.

## Synopsis
Dans un contexte où le Gouvernement du Québec de Robert Bourassa annonce l'exploitation de la Baie-James pour l'hydroélectricité, le documentaire raconte l'histoire et les effets l'histoire de la colonisation de l'Abitibi-Témiscamingue sous l'oeil, entre autres, d'Hauris Lalancette.
Celui-ci exprime avec colère la fermeture de certains villages dont Rochebaucourt et de ses terres agricoles.
Le documentaire est le premier d'une série portant sur la condition de l'Abitibi-Témiscamingue avec Le retour à la terre (1976), C’était un Québécois en Bretagne madame! (1977) et Gens d'Abitibi (1980).

## Fiche technique
- Titre : Un royaume vous attend
- Année de production : 1975
- Durée : 109 minutes
- Réalisation : Pierre Perreault et Bernard Gosselin
- Photographie : Bernard Gosselin
- Son : Claude Beaugrand et Claude Chevalier
- Montage : Suzanne Dussault
- Montage sonore : Christian Chazel
- Production : Paul Larose, Office national du film du Canada[5]

## Participation
- Arthur Côté
- Thérèse Côté
- Charlemagne Gobeil
- Cyrille Labrecque
- Christyane Lalancette
- Daniel Lalancette
- Hauris Lalancette
- Monique Lalancette
- Thérèse Laplante
- Camille Morin

## Festival et diffusion
Le documentaire a été diffusé au Festival de cinéma international en Abitibi-Témiscamingue.